# Hangover (canção de Psy)
Hangover  é um single do músico sul-coreano Psy, com participação do rapper estadunidense Snoop Dogg. O vídeo da música estreou em 8 de junho de 2014 no talk show Jimmy Kimmel Live!. O vídeo já foi visualizado mais de 190 milhões vezes no YouTube. A canção é o terceiro single internacional de Psy, antecedido pelos hits "Gangnam Style" de (2012) e "Gentleman" de (2013).

## Produção
Em janeiro de 2014, a YG Entertainment confirmou que o próximo álbum de Psy contará com o rapper americano Snoop Dogg , e com o cantor K-pop sul-coreano G-Dragon.
De acordo com a YG Entertainment, o videoclipe foi produzido em janeiro de 2014 durante a visita de Snoop Dogg a Coreia do Sul.  Em entrevista à CNN, Psy revelou que o vídeo foi filmado ao longo de 18 horas em 10 locais diferentes nas proximidades do Aeroporto Internacional de Incheon.

## Recepção

### Resposta da critica
A revista Time descreveu o vídeo da música como "delicioso". Já a revista Spin classificou a faixa como "impossivel de curar uma ressaca" mais o resultado final são de "5 minutos curiosamente agradáveis"

### Mídias sociais
Imediatamente após o seu lançamento, a música e vídeo recebeu críticas mistas na mídia social. O jornal nova-iorquino Wall Street Journal observou que alguns espectadores tiveram críticas positivas a música, enquanto outros queixavam-se sobre o tema da canção e vídeo. Na Coreia do Sul, alguns fãs descreveram o vídeo da música como "uma representação errada da cultura coreana". Nas primeiras 24 horas após o lançamento, o vídeo do single acumulou mais de 10 milhões de visualizações.

## Desempenho nas paradas

### Gráficos semanais
| Paradas (2014)                                    | Melhor posição |
| ------------------------------------------------- | -------------- |
| Bélgica (Ultratip Bubbling Under da Valônia)      | 48             |
| Chéquia (Singles Digitál Top 100)                 | 36             |
| França (SNEP)                                     | 171            |
| Taiwan (KKBOX Western Singles Chart Top 100)      | 36             |
| Estados Unidos (Billboard Hot 100)                | 26             |
| Estados Unidos (Billboard Hot Rap Songs)          | 3              |
| Estados Unidos (Billboard Dance/Electronic Songs) | 4              |
| Estados Unidos (Billboard World Digital Songs)    | 1              |